# Мансурова Цецилія Львівна
Цецилія Львівна Мансурова (справжнє прізвище — Воллерштейн; 1896 — 1976) — російська радянська актриса, педагог. Народна артистка СРСР (1971).

## Біографія

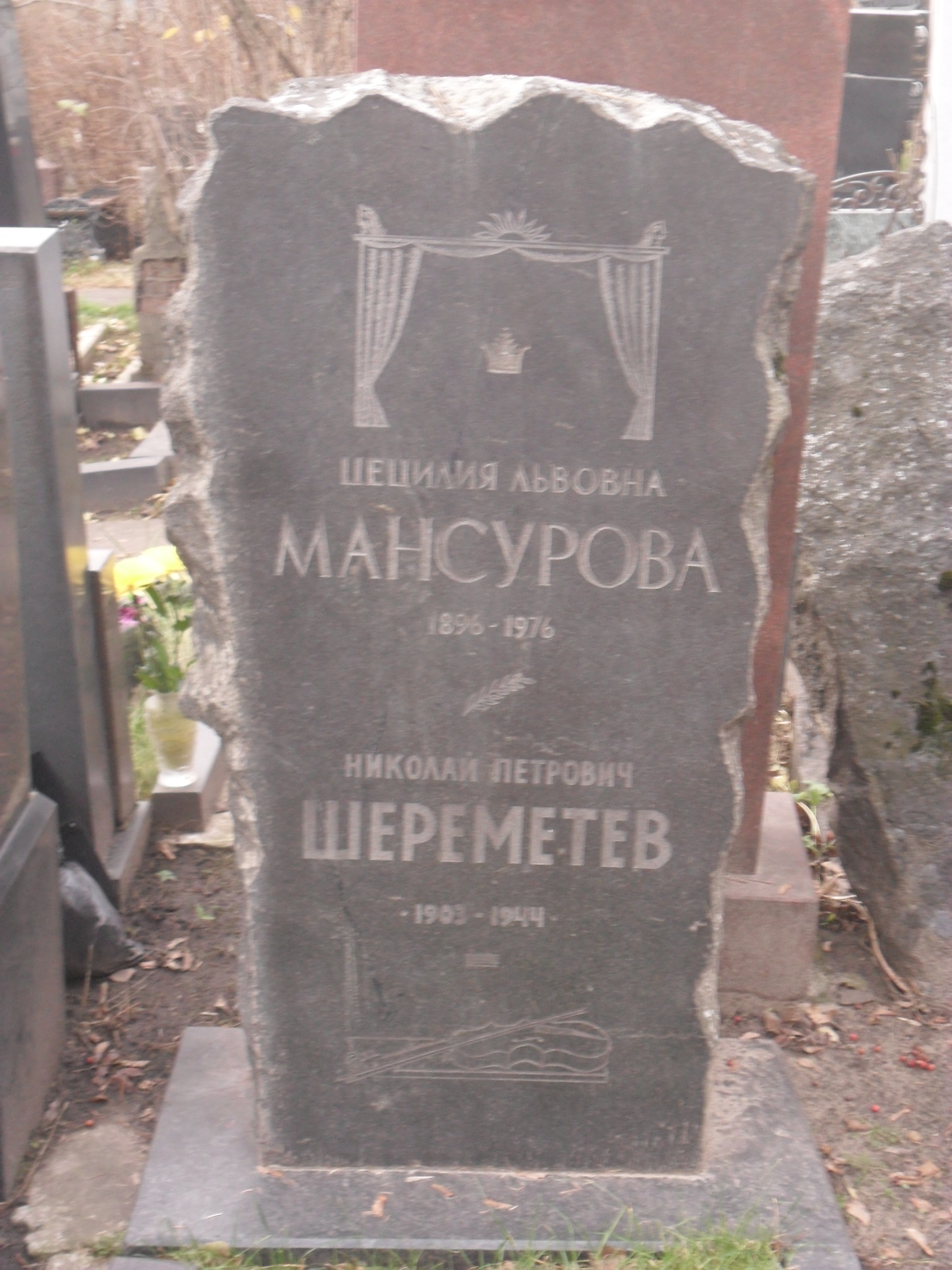
Могила Мансурової на Новодівичому кладовищі Москви.

Народилася 8 [20] березня 1896 року (за іншими даними — у 1897 році) в Москві, в єврейській родині.
У 1919 році закінчила юридичний факультет Київського університету. З 1919 року — студентка, потім актриса Московської драматичної студії Є. Б. Вахтангова (з 1920 року — 3-я студія МХАТ), яка перебувала в Мансуровському провулку, за назвою якого взяла сценічний псевдонім. З 1926 року Студія стала називатися Театром імені Є. Вахтангова.
Під час німецько-радянської війни працювала художнім керівником фронтового філії Театру імені Є. Вахтангова (1942—1945), де поставила п'єсу «Не в свої сани не сідай» Олександра Островського (1944).
З 1925 року навчалась в театральній школі при театрі імені Є. Вахтангова (з 1939 — Театральне училище імені Б. В. Щукіна, нині Театральний інститут імені Бориса Щукіна) (з 1946 — професор).
Померла 22 січня 1976 року в Москві. Похована на Новодівичому кладовищі (ділянка № 2) поруч з чоловіком.

### Родина
- Батько — Лев Лазаревич Воллерштейн, інженер
- Мати — Фаня Юхимівна Гальперіна (1877—1964), домогосподарка
- Брат — Леонід (1902—1980)
- Дядько — Лев Юхимович Гальперін (1872—1951), історик і публіцист.
- Чоловік — граф Микола Петрович Шереметєв (1903—1944). Через любов до актриси пішов на розрив з ріднею, не виїхав в еміграцію, залишився в більшовицькій Росії. Служив скрипалем і концертмейстером у театрі імені Є. Вахтангова, писав музику до спектаклів. Не раз заарештовувався. І кожного разу представники адміністрації і популярні артисти театру їздили до своїх могутніх шанувальників, домовлялись про звільнення. У 1944 році трагічно загинув на полюванні за нез'ясованих обставин. Актриса більше не одружувалася.

## Нагороди та звання
- Заслужена артистка РРФСР (1937)
- Народна артистка РРФСР (24 березня 1943)
- Народна артистка СРСР (1971)
- Орден Трудового Червоного Прапора (1946) — у зв'язку з 25-річчям Театру імені Є. Вахтангова
- Медаль «За доблесну працю у Великій Вітчизняній війні 1941—1945 рр.»
- Медаль «В пам'ять 800-річчя Москви»

## Творчість

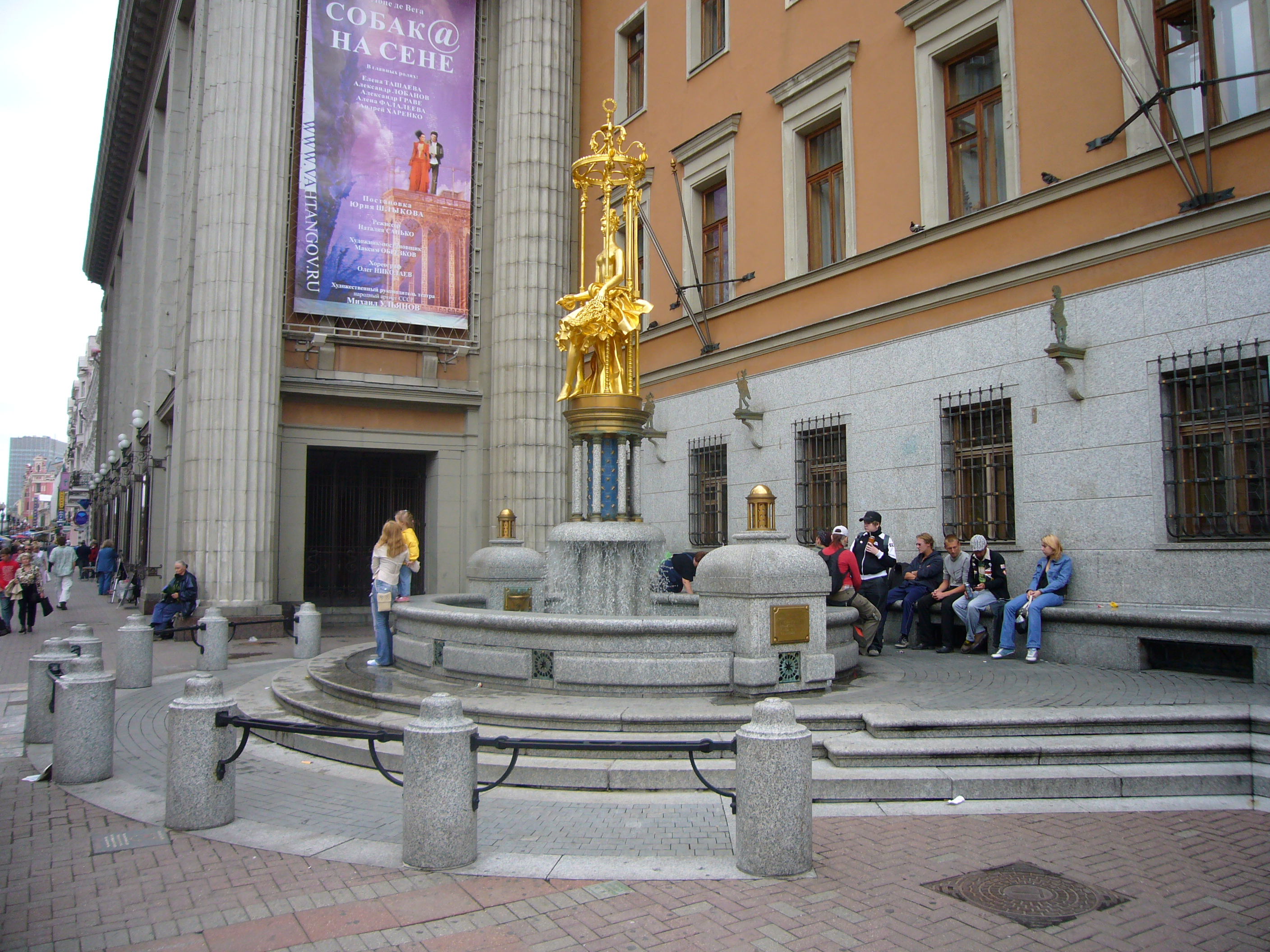
Фонтан «Принцеса Турандот» біля Вахтанговського театру на Арбаті (скульптор О. М. Бурганов, 1999). Першою виконавицею ролі була Ц. Л. Мансурова.

### Ролі у 3-й студії МХТ та Театрі імені Є. Вахтангова
- 1919 — Олена Карміна — «Одруження Белугіна», уривок з п'єси Олександра Островського та М. Я. Соловйова
- 1922 — Принцеса Турандот — «Принцеса Турандот», за ф'ябою Карло Ґоцці, реж. Євген Вахтангов
- 1924 — Донья Уррака  — «Комедії Меріме» («Рай і пекло»; з циклу «Театр Клари Газуль»  П. Меріме), реж. А. Д. Попов
- 1926 —  Зойка  — «Зойчина квартира»   Михайла Булгакова , реж. А. Д. Попов
- 1927 —  Ксенія  — «Розлом»   Бориса Лавреньова , реж. А. Д. Попов
- 1929 —  Лізавета Іванівна  — «Змова почуттів» — інсценування роману «Заздрість»   Юрія Олеші , реж. А. Д. Попов
- 1930 —  Соня  — «Авангард»   Валентина Катаєва , реж. А. Д. Попов
- 1930 —  Моллі  — «Сенсація»   Бена Гехта  і  Ч. Макартура , реж. Рубен Симонов
- 1930 —  Леді Мільфорд  — «Підступність і любов»   Фрідріха Шиллера , реж.  П.авло Антокольський, О. М. Басов,  Борис Захава
- 1932 —  Шурка  — «Єгор Буличов та інші»  Максима Горького , реж. Б. Є. Захава
- 1933 —  Жанна Барб'є  — «Інтервенція»  Л. І. Славіна , реж. Р. М. Симонов
- 1934 —  Дельфіна де Нюсенжен  [введення] —  «Людська комедія» за  Онорем де Бальзаком , реж. А. Д. Козловський і Борис Щукін
- 1935 —  Віра Газгольдер  — «Дорога квітів»  Валентина Катаєва , реж. І. М. Рапопорт, О. Н. Басов
- 1936 —  Беатріче  — «Багато галасу з нічого»  Вільяма Шекспіра , реж. М. Д. Синельникова, І. М. Рапопорт]]
- 1937 —  Леонтина де Серізі  [введення] —  «Людська комедія» за  О. де Бальзакои , реж. А. Д. Козловський, Б. В. Щукін
- 1941 —  Інкен Петерс  — «Перед заходом сонця»  Ґергарта Гауптмана , реж. Олександра Ремізова
- 1941 —  Баронеса Штраль  — «Маскарад»  Михайла Лермонтова , реж. Андрій Тутишкін
- 1942 —  Роксана  —  «Сірано де Бержерак»  Едмона Ростана , реж. Микола Охлопков
- 1945 —  Тетяна Львівна  — «Новорічна ніч»  А. К. Гладкова , реж. Борис Бабочкін
- 1948 —  Аліса Ленгдон  — «Глибоке коріння» Дж. Гоу і А. д'Юссо, реж. Р. Н. Симонов, А. М. Габович
- 1948 —  Ольга  — «Макар Діброва»  Олександра Корнейчкуа , реж. І. М. Рапопорт
- 1949 —  Христина Падер  — «Змова приречених»  М. Є. Вірти , реж. Р. Н. Симонов, А. М. Габович
- 1950 —  Фантина  — «Знедолені»  Віктора Гюго , інсценування  Станіслава Радзінського , реж. Олександра Ремізова
- 1952 —  Мати Хуана  — «Сива дівчина»  Хе Цзінчжі  та  Дін Ні , реж. Сергій Герасимов, С. І. Самсонов,  Тетяна Ліознова
- 1953 —  Частухін  — «Кандидат партії»  А. А. Крона , реж. Б. Є. Захава
- 1954 —  Аркадіна  —  «Чайка»  Антона Чехова , реж. Б. Є. Захава
- 1956 —  Маргарита  — «Одна»  С. І. Альошина , реж. А. І. Ремізова
- 1956 —  Філумена Мартурано  — «Філумена Мартурано»  Е. де Філіппо , реж. Євген Симонов
- 1958 —  Георгія  — «Ангела»  Г. Севастікоглу , реж. А. І. Ремізова
- 1961 —  Наталя Сергіївна  — «Російський ліс» за  Леонідом Леоновим , реж. Ф. П. Бондаренко
- 1962 —  Ганна Дмитрівна Кареніна  — «Живий труп»  Лева Толстого , реж. Р. М. Симонов
- 1963 —  Софія Казимирівна  — «Залізний ангел»  Павла Ніліна , реж. А. І. Ремізова
- 1970 —  Бабуся Ліза  — «Людина з рушницею»  Миколи Погодіна , реж. Є. Р. Симонов

### Фільмографія
- 1958 — Люба моя людина — Ашхен Оганян
- 1969 — Печерні люди (фільм-спектакль)
- 1972 — Мармуровий будинок — тітка Ніна

### Документальні фільми
- 2007 — Прекрасна насмішниця. Цецилія Мансурова (реж. Є. Нікітан)